# Уилям Гилеспи
Уилям Хюит Гилеспи (на английски: William Hewitt Gillespie) е британски психоаналитик.

## Биография
Роден е на 6 август 1905 година в Китай като четвърто дете в семейството на мисионери. Семейството му се връща във Великобритания през 1915 г. и се заселва в Единбург. През 1929 Гилеспи завършва медицина в Единбургския университет. След това отива да учи във Виена психиатрия и неврология. Там се заинтересува от психоанализата и преминава обучителна анализа при Едуард Хичман. През 1931 г. се завръща в Англия и започва да се обучава в Британското психоаналитично общество, където преминава анализа с Ела Шарп. По време на лекции на Джон Рикман се запознава с бъдещата си жена Елен Туровър и се оженва за нея през 1932 г. През 1937 г. става асоцииран член на обществото. През 1942 Гилеспи участва в Спорните дискусии в Британското общество и влиза в средната група. През 1944 г. Силвия Пейн е избрана за президент на обществото, а Гилеспи за директор на Лондонската клиника по психоанализа. Шест години по-късно самия той става президент на обществото. През 1953 г. Гилеспи става вицепрезидент на Международната психоаналитична асоциация (МПА), а четири години по-късно през 1957 г. е избран за президент на МПА, където стои два мандата. След това отново става вицепрезидент до 1973 г.
Жена му Елен умира през 1975 г. и на следваща година той се жени за Сади Мервис, друга негова колежка. Избран е за доживотен почетен вицепрезидент на МПА през 1991 г.
Умира на 17 юли 2001 година на 95-годишна възраст.